# Lipaugus streptophorus
El guardabosques acollarado o minero de collar rosado (en Venezuela)  (Lipaugus streptophorus), es una especie de ave paseriforme de la familia Cotingidae perteneciente al género Lipaugus. Es nativo de la región de los tepuyes del norte de América del Sur.

## Distribución y hábitat

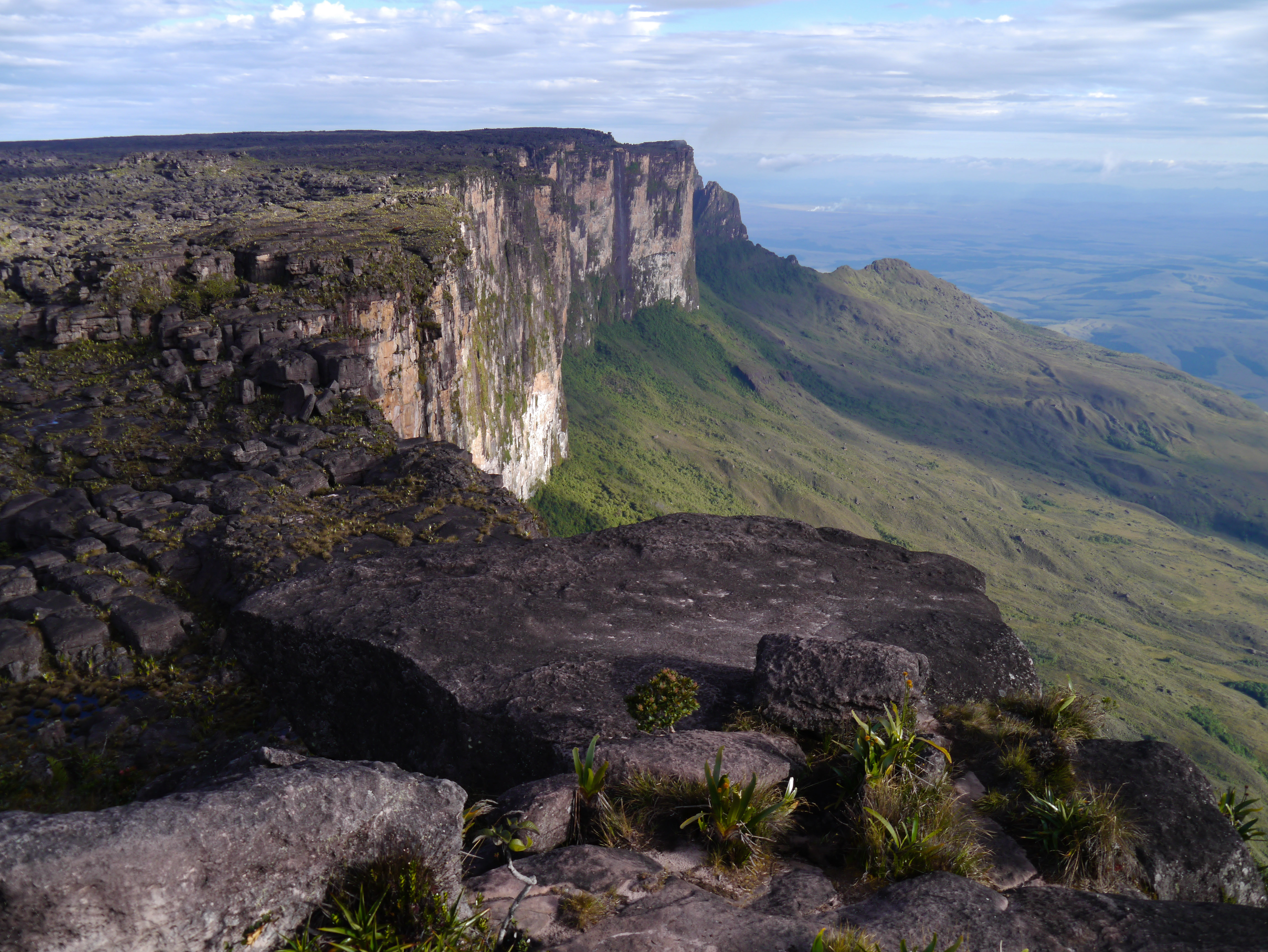
Laderas del Monte Roraima, ejemplo de hábitat de la especie.

Se distribuye en los tepuyes del sureste de Venezuela (sureste de Bolívar), del oeste de Guyana y del extremo norte de Brasil (monte Roraima, Uei-tepui).
Esta especie es considerada poco común en su hábitat natural, el estrato medio y el subdosel de selvas montanas, bosques y bordes entre los 1000 y los 1800 m de altitud.

## Descripción
Mide 22,5 cm de longitud. El macho es inconfundible, gris, más pálido por abajo (especialmente en el vientre), con un destacado collar de color rosa magenta, así como también el crissum. La hembra no exhibe el collar rosa y tiene el crissum de color rufo.

## Sistemática

### Descripción original
La especie L. streptophorus fue descrita por primera vez por los ornitólogos británicos Osbert Salvin y Frederick DuCane Godman en 1884 bajo el nombre científico Lathria streptophora; su localidad tipo es: «Roraima, British Guiana = Venezuela».

### Etimología
El nombre genérico masculino «Lipaugus» deriva del griego «λιπαυγης lipaugēs» que significa ‘oscuro’, ‘abandonado por la luz’; y el nombre de la especie «streptophorus», se compone de las palabras del griego «streptos» que significa ‘collar’, y «pherō» que significa ‘llevar’.

### Taxonomía
Es monotípica.